# Microsania nigralula
Microsania nigralula är en tvåvingeart som beskrevs av Chandler 1994. Microsania nigralula ingår i släktet Microsania och familjen svampflugor. Inga underarter finns listade i Catalogue of Life.